# Домбский, Людвиг Кароль
Людовик Карл До́мбский (пол. Ludwik Karol Dąmbski; 1731 — 27 февраля 1783, Грабошево) — государственный деятель и сенатор Речи Посполитой, воевода Брест-Куявский (1770—1783).

## Биография
1751 - первоначально Людвиг Кароль Домбский служил в качестве подкомория королевского двора.
1755 - хорунжий Брест-Куявского
1759 - генерал-майор войск Великого княжества Литовского.
1770 - воевода Бреста-Куявского
Депутат Сейма. Староста Иновроцлавский, Покрывницким и Гневковским.

## Награды
- Орден Святого Александра Невского (31.07.1764)
- Орден Святого Михаила (1772)
- Орден Белого Орла (1774)

## Семья
Из польского дворянского рода герба "Годземба". Сын воеводы серадзского Казимира Юзефа Домбского Мать Ядвига -дочь маршалка надворного коронного Войцеха Домбского (1676—1725).
У Людвика Карла Домбского было 4 братьев и сестер: Ян Христитель (1730 - 1812) - генерал, каштелян Канарско-Куявский,Ковальский, Ино-Вроцлавский и Брестско-Куявский; Ян Непомуцен, Каролина-Катерина и Кароль (ум. 1787).
В браке с Марианной Сапегой, дочь Ежи Фелициана Сапеги (ум. 1750), воеводы Мстиславского. Она была вдовой после брака с Игнатием Козьминским, старостой Веселовским. В браке родилась дочь Зофия (София, ок 1750) вышла замуж за галицкого шляхтича Петра Казимира Губицкого.